# Похороны Фирдоуси
«Похороны Фирдоуси» (азерб. Firdovsinin dəfni) — картина азербайджанского советского художника Газанфара Халыкова, написанная в 1934 году. Хранится в Национальном музее искусств Азербайджана в Баку.
Картины была написана для выставки, посвящённой 1000-летию со дня рождения классика персидской поэзии Фирдоуси. Эта картина, написанная в манере миниатюры, соответствовала остальным полотнам выставки как по своей художественной форме, так и по стремлению к стилизации.
На картине изображена трагическая сцена. Показано, как из одних городских ворот выносят тело Фирдоуси, а в это время в другие ворота входит караван с запоздалыми царскими дарами, что говорит о слишком позднем признании при дворе творений поэта. Так, согласно преданию, незадолго до смерти Фирдоуси султан Махмуд случайно услышал от одного придворного выразительный стих из «Шахнаме», осведомился об авторе и узнал, что стих — из посвященной Махмуду же «Книги царей» знаменитого Фирдоуси, который теперь проживает в бедности в Тусе. Махмуд немедленно распорядился послать в Тус для Фирдоуси богатый дар. А Фирдоуси незадолго до этого скончался. В то самое время, когда через одни городские ворота выносили для похорон его труп, в другие городские ворота вступали верблюды с дарами от Махмуда.
Тема решена Халыковым в декоративном плане. Пропорции людей и предметов в изображении нарушены. По сочетанию нежных серовато-голубых и бледно-сиреневых тонов картина является гармоничной, тогда как по рисунку и композиции она условно.